# مسجد السلطانة جماح
مسجد السلطانة جماح (بالملايو: Tengku Ampuan Jemaah masjid ) هو مسجد في بوكيت جيلوتونغ قرب مدينة شاه عالم في اقليم سلاغور في ماليزيا.

## البناء
تم افتتاح مسجد السلطانة جماح في الثالث عشر من شهر آذار من عام 2013، من قبل السلطان شرف الدين ادريس شاه سلطان ولاية سلاغور، وسمي المسجد باسم حرم السلطان السير هشام الدين علم شاه.

## وصلات خارجية
- موقع مسجد السلطانة جماح على الخريطة
- البوم صور مسجد السلطانة جماح